# Петренко, Игорь Петрович
И́горь Петро́вич Петре́нко (род. 23 августа 1977, Потсдам) — российский актёр театра и кино. Лауреат Государственной премии Российской Федерации (2003). С 2009 года — член Союза кинематографистов России.

## Биография
Родился 23 августа 1977 года в городе Потсдаме (ГДР), где служил отец, Пётр Владимирович Петренко, советский офицер, полковник, кандидат химических наук. Мать, Татьяна Анатольевна Петренко — переводчица с английского языка. Когда Игорю исполнилось три года, семья вернулась в Москву. В детстве главным увлечением был спорт — спортивная гимнастика, самбо и дзюдо. Школу не любил. Любимым школьным предметом был английский язык.
15 декабря 1992 года арестован за соучастие в убийстве. Несколько месяцев провёл в следственном изоляторе «Матросская тишина», ещё несколько — в «Бутырке», год и девять месяцев — в психиатрической лечебнице, летом 1995 года отпущен на свободу до суда. В 1997 году приговорён к восьми годам лишения свободы условно с испытательным сроком три года.
Решая вопрос о наказании, суд учёл, что на момент совершения преступления он являлся несовершеннолетним, был вовлечён в совершение преступления более старшим преступником, а также степень его участия и положительные характеристики по месту учёбы.
В 2000 году окончил Высшее театральное училище имени М. С. Щепкина и был принят в труппу Малого театра в Москве. В настоящее время занят в трёх спектаклях театра.
В 2001 году дебютировал в фильме «Условный рефлекс» режиссёра Ильдара Исламгулова. Ни роль, ни кинокартина не стали успешными. Следующий актёрский опыт — роль в телесериале «Московские окна» (2001) режиссёра Александра Аравина, которая принесла ему первую популярность.
Стал известен после выхода в прокат военной драмы «Звезда» (2002) режиссёра Николая Лебедева. Критикой и зрителями были замечены его работы в художественных фильмах «Кармен» (2003) и «Водитель для Веры» (2004) режиссёра Павла Чухрая, а также в телесериалах «Лучший город Земли» (2003) и «Курсанты» (2004).
В 2013 году исполнил роль Шерлока Холмса в российском телесериале по мотивам произведений Конан Дойла. Премьера телесериала «Шерлок Холмс» состоялась 18 ноября 2013 года на телеканале «Россия-1». Игра актёра получила неоднозначную оценку критиков из-за некоторого сходства с образом из фильмов Гая Ричи. В 2016 году состоялась премьера телесериала «Чёрная кошка», снятого по делу одноимённой банды, с Игорем Петренко и Марией Андреевой в главных ролях. В 2018 году вышел фильм «Решение о ликвидации», сюжет которого основан на спецоперации по уничтожению террориста Шамиля Басаева. Главные роли в картине исполнили Игорь Петренко и Алексей Вертков.

## Общественная деятельность
Член правления межрегионального независимого профсоюза актёров театра и кино, член Общественного совета ФСТЗ.
В марте 2022 года подписал обращение в поддержку военного вторжения России на Украину (2022). 23 сентября 2022 года выступил на концерте «Своих не бросаем», организованном ОНФ и посвящённом референдумам о присоединении к России оккупированных территорий Украины.
В мае 2022 года включён в список нежелательных лиц Латвии за поддержку нападения на Украину и «оправдание российской агрессии в соседней стране». Национальное агентство по предотвращению коррупции Украины выступило с инициативой о введении против Петренко международных санкций за поддержку российского вторжения в публичных заявлениях.

### Личная жизнь

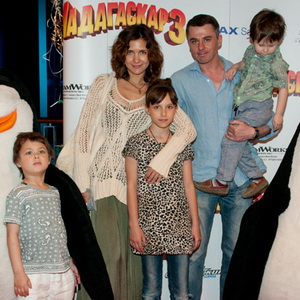
Игорь Петренко и Екатерина Климова с детьми на премьере фильма «Мадагаскар 3» 2 июня 2012 года.

Первая жена — Ирина Леонова (род. 1978). С ней актёр познакомился во время учёбы в театральном училище; поженились сразу после окончания обучения в 2000 году. В 2004 году развелись. По словам Петренко, причина разрыва была в его чувствах к актрисе Екатерине Климовой.
Вторая жена — Екатерина Климова (род. 1978), в браке с 31 декабря 2004 по 10 июля 2014 года. С ней Петренко познакомился на съёмках телесериала «Московские окна» (2001), когда ещё состоял в первом браке. Их отношения начались в 2003 году, когда они были приглашены на съёмки телесериала «Лучший город Земли». В браке родились сыновья Матвей (род. 2006)  и Корней (род. 2008).
В период брака Петренко воспитывал также дочь Климовой от первого брака, Елизавету Хорошилову (род. 2002). После развода родителей сыновья большую часть времени проводят с матерью.
Третья жена — Кристина Бродская (род. 1990), в браке с 19 сентября 2016 года. Дочери София-Каролина (род. 2014), Мария (род. 2017) и Ева (род. 2019).
Проживает с семьей в Санкт-Петербурге.

## Творчество

### Роли в театре
Источник:
- 1998 — «Свадьба Кречинского» А. В. Сухово-Кобылина — Маска
- 1999 — «Король Густав Васа» А. Стриндберга — Маркус
- 2000 — «Царь Фёдор Иоаннович» А. К. Толстого — Стремянный
- 2000 — «Лес» А. Н. Островского — Пётр
- 2000 — «Горе от ума» А. С. Грибоедова — Слуга в доме Фамусова
- 2000 — «Князь Серебряный» А. К. Толстого — Максим Скуратов
- 2000 — «Снежная королева» Е. Л. Шварца по Х. К. Андерсену — принц Клаус
- 2018 — «Метель» А. С. Пушкина — Бурмин
- 2019 — «Перед заходом солнца» Г. Гауптмана — Вольфганг
- 2019 — «Игроки» Н. В. Гоголя — Ихарев

### Роли в кино
- 2000 — Простые истины — Саша «Ромео»
- 2001 — Московские окна — Леонид Терехов
- 2001 — Условный рефлекс — Роман Золотов, сын известного политика
- 2001 — Чёрная комната (новелла «Клеопатра»)
- 2002 — Виллисы — Игорь
- 2002 — Звезда — Владимир Травкин, лейтенант, командир взвода разведчиков
- 2003 — Кавалеры Морской звезды — Игорь
- 2003 — Кармен — Сергей Никитин, сотрудник милиции
- 2003 — Лучший город Земли — Леонид Терехов, секретарь комсомольской организации
- 2004 — Водитель для Веры — Виктор, водитель
- 2004 — Грехи отцов — Иван Фомич Калистратов, банкир, жених Екатерины Андросовой
- 2004 — Именины — Виктор, художник
- 2004 — Курсанты — Добров, лейтенант
- 2005 — Фитиль (сюжет «Мобильная свадьба») — жених невесты
- 2006 — Печорин. Герой нашего времени — Григорий Александрович Печорин
- 2006 — Волкодав из рода Серых Псов — Лучезар, воин[22]
- 2007 — Когда её совсем не ждёшь — Дмитрий Климов, владелец риелторского агентства «Купи и живи!»
- 2009 — Крем — Руслан Анатольевич Булавин
- 2009 — Тарас Бульба — Андрий, младший сын Тараса Бульбы
- 2009 — Запрещённая реальность — Матвей Соболев, контрразведчик
- 2010 — Мы из будущего 2 — Сергей Филатов («Борман»)
- 2010 — Отставник-2: Своих не бросаем — Виктор Викторович Зимин (Игорь Васильевич Кондрашов), майор спецподразделения № 3477, названный сын полковника Дедова (Виктора Германовича Зимина)
- 2010 — Робинзон — Александр Робертсон («Робинзон»), подводник
- 2011 — «Кедр» пронзает небо — Сергей Владимирович Лыков
- 2011 — Отрыв — Алексей Митрохин (Игорь Гранин)
- 2011 — Счастливчик Пашка — Павел Голубев
- 2011 — У каждого своя война — Борис Крохин, старший сын Любови
- 2012 — Мечты из пластилина — Борис, сотрудник фирмы
- 2013 — Семь главных желаний — Антон Цветков, хирург, друг Маши
- 2013 — Булаг — Сергей
- 2013 — Дорогая — Игорь Соколов («Сокол»), капитан полиции
- 2013 — Папа напрокат — Илья Петрович Соломатин
- 2013 — Как завести женщину — директор цветочного магазина
- 2013 — Тамарка — Максим Дубровский, коллекционер произведений искусства
- 2013 — Шерлок Холмс — Шерлок Холмс / Майкрофт Холмс[8][23]
- 2014 — Алхимик. Эликсир Фауста — Андрей Сергеевич Невельский, учёный-химик
- 2014 — Отмена всех ограничений — Александр Морозов
- 2015 — Неподсудные — Андрей Воронов, офицер КГБ[24]
- 2015 — Последний янычар — Ермолай, казак
- 2015 — Рождённая звездой — Павел Александрович Шеховской, руководитель советского ансамбля «Планета», композитор, муж певицы Клаудии Коваль
- 2015 — Тайна Снежной королевы — Ван
- 2016 — Викинг — Варяжко.
- 2016 — Вы все меня бесите! — Никита, экс-жених
- 2016 — Чёрная кошка — Виктор Каратов, капитан милиции, сотрудник УГРО.
- 2016 — Чужая дочь — Максим Авдеев
- 2017 — Игра с огнём — Михаил Семёнов
- 2017 — Рубеж — Владимир
- 2017 — 2018 — Спящие — Андрей Родионов, полковник ФСБ.
- 2018 — Зима — Александр
- 2018 — Пилигрим — Глеб
- 2018 — Решение о ликвидации — Егор Смирнов, офицер ФСБ
- 2019 — Союз спасения — разжалованный майор Сергей Алексеевич Баранов
- 2020 — Врачебная ошибка — Андрей Константинов
- 2021 — Африка — Евстафьев
- 2021 — Корпорация Ad Libitum — президент корпорации
- 2021 — Мастер — Леонид Михайлович Ерёмин, заместитель директора команды КАМАЗ-мастер
- 2021 — Небо — подполковник Олег Сошников
- 2021 — Чернобыль — Андрей Николаев
- 2022 — Начальник разведки — Александр Михайлович Коротков
- 2022 — Баренцево море — Лаури Тарни, финский диверсант, капитан
- 2022 — Союз Спасения. Время гнева — Сергей Алексеевич Баранов, рядовой Черниговского полка, разжалованный из майоров
- 2023 — Доктор Краснов — заве терапевтическим отделением Андрей Краснов.
- 2023 — Нюрнберг / Nurnberg — Бабленков
- 2023 — Банда «ЗИГ ЗАГ» — Тихон Львов
- 2024 — Адмирал Кузнецов — Николай Герасимович Кузнецов
- 2024 — Федя. Народный футболист — отец Черенкова
- 2024 — Блиндаж — Кравцов, политрук
- 2024 — Истребители. Битва за Крым — командир истребительного полка Александр Романов
- 2024 — Любовь Советского Союза — Константин Георгиевич Павловский, генерал армии
- 2025 — Роднина — Константин Николаевич, отец Родниной

## Клипы
- 2013 — «Сломанные цветы», исполняет ТОКИО.
- 2014 — «Сны», исполняет Елена Север.
- 2022 — «Не рассказывай», исполняет Трофим (ремастеринг-версия).

## Телевидение
- 2003 год — «Форт Боярд» (телеканал «Россия»). Капитан команды, выиграл с командой 59 130 рублей.
- 2009 год — «И ты, Брут?! Всемирная история предательств» (ТВ Центр). Ведущий.
- 2011 год — «Специальное задание» (Первый канал). Голос за кадром.

## Признание

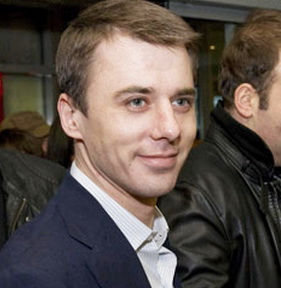
На премьере фильма «Тарас Бульба» 1 апреля 2009 года в кинотеатре «Октябрь» в Москве

### Государственные награды и звания
- 2003 — лауреат Государственной премии Российской Федерации в области литературы и искусства 2002 года (в области киноискусства) — за исполнение одной из главных ролей в художественном фильме «Звезда» (2002)[1].

### Общественные награды и премии
- 2002 — приз XIV Международного фестиваля актёров кино «Созвездие — 2002», учреждённого Гильдией актёров кино России, в номинации «Лучший мужской дебют» — за роль лейтенанта Травкина в фильме «Звезда» (2002)[25].
- 2002 — лауреат национальной кинематографической премии «Ника» в номинации «Открытие года» — за исполнение одной из главных ролей в художественном фильме «Звезда» (2002)[26].
- 2003 — лауреат молодёжной премии «Триумф» в номинации «Лучший молодой актёр» — за выдающийся вклад в отечественную культуру[27][28].
- 2003 — приз VI Международного кинофестиваля «Бригантина—2003» в Бердянске в номинации «Лучший актёр первого плана» — за исполнение ролей в фильмах «Звезда» (2002) и «Кармен» (2003)[29][30].
- 2009 — приз XVII кинофестиваля «Виват, кино России!» в Санкт-Петербурге в номинации «Лучшая мужская роль» — за исполнение роли Андрия в фильме «Тарас Бульба» (2008)[31][32].
- 2017 — лауреат общественной премии имени Ф. Э. Дзержинского в области кино и телевидения — за создание и отражение в кино и в телефильмах подлинности работы сотрудников советской разведки и контрразведки, а также современного этапа деятельности органов российской госбезопасности[33].
- 2018 — лауреат Премии ФСБ России в номинация «Актёрская работа» — за талантливое воплощение образов сотрудников органов безопасности в отечественных кино- и телефильмах — http://www.fsb.ru/fsb/premiya/2018.htm Архивная копия от 8 ноября 2019 на Wayback Machine.
- 2021 — лауреат Премии Министерства обороны Российской Федерации в области культуры и искусства в номинации «Искусство кино и анимации» — за воплощение образа защитника Отечества в российском кинематографе[34]